# Leander (ime)
Leander je moško osebno ime

## Različice imena
Leandro(m), Leandra(ž)

## Izvor imena
Ime Leander je verjetno po enem mnenju grškega izvora; zloženo je iz grških besed léõn, ki pomeni »lev« in andrós v pomenu »mož, moški«; po drugem mnenju pa pogrčeno ime iz nemškega imena Volkman v pomenu besede »mož iz ljudstva«.

## Pogostost imena
Po podatkih Statističnega urada Republike Slovenije je bilo na dan 31. decembra 2007 v Sloveniji število moških oseb z imenom Leander: 22.

## Osebni praznik
Leander je ime svetnika, ki je bil nadškof v Sevilli (†596). God praznuje 27. februarja. Leander velja za zavetnika proti revmatizmu.

## Mitološke osebe
V grški mitologiji je bil Leander ljubimec Here, ki je bila Afroditina svečenica. Živela je v Sestu na evropski strani Helesponta, z azijske strani pa jo je, plavajoč preko morja, obiskoval Leander iz Abida; ko je nekoč v viharnem morju utonil, se je vrgla v morje.